# コレットプロモーション
株式会社コレットプロモーションは、東京都渋谷区に所在地を置く日本の芸能事務所。代表は古谷完。日本ツインテール協会を運営している。

## 住所
〒150-0001
東京都渋谷区神宮前3-34-6 H.I.Pビル2F

## 所属タレント
- 藤川千愛
- まねきケチャ
  - 凪咲楓
  - 神崎ひな
  - 三井いろは
  - 早瀬結実
  - 堀内すず

- ナナランド
  - 大場はるか（元drop）
  - 西嶋菜々子
  - 竹内月音
  - 瀬戸みなみ
  - 三好麗奈
  - 百瀬ひより
- ベンジャス!
  - 浅倉うみ
  - 高梨螢
  - 日高里緒
  - 鳴宮かなた
  - 葉室まつり
  - 綿矢花火
- わんふぁす！
  - 小日向麻衣  (元drop・元ナナランド)
  - 福澤みすみ
  - 花村紗海
  - 中条ましろ
  - 西野ゆずき

### 過去の所属タレント
- 永井亜子
- 三嵜みさと（元drop）
- 杉野静香（元drop）
- 滝口ひかり（元drop）
- 熊谷優那
- 上条なずな
- 藤咲真有香（元まねきケチャ）
- 小泉留菜（元drop・元ナナランド）
- 牧野あやみ（元ナナランド）
- 高倉藍夏（元ナナランド）
- 武井梨緒（元ナナランド）
- 笹原琴音（元ナナランド）
- 安藤ゆきね（元ナナランド）
- 吉永杏菜（元ベンジャス!）
- 成瀬朋香（元ベンジャス!）
- 高松愛莉（元ベンジャス!）
- 喜多見思叶（元ベンジャス!）
- 佐野初花（元わんふぁす！）
- 雪村花鈴（元ナナランド）
- 深瀬美桜（元まねきケチャ）
- 一ノ瀬丈（元StrimiX）
- 二條透弥（元StrimiX）
- 三奈木優磨（元StrimiX）
- 四葉湊人（元StrimiX）
- 五十嵐大希（元StrimiX）
- 中川美優（元まねきケチャ）
- 松下玲緒菜（元まねきケチャ）
- 宮内凛（元まねきケチャ）
- 橋本ともか（元わんふぁす！）
- 岡橋咲奈（元わんふぁす！）
- 藤宮くるみ（元わんふぁす！）
- 松田琉那（元わんふぁす！）
- 朝比奈さくら（元まねきケチャ）
- 峰島こまき（元ナナランド）
- 篠原葵（元まねきケチャ）
- 森ふう花（元まねきケチャ）